# Municipio de South Morgan
El municipio de South Morgan (en inglés: South Morgan Township) es un municipio ubicado en el condado de Dade en el estado estadounidense de Misuri. En el año 2010 tenía una población de 402 habitantes y una densidad poblacional de 6,46 personas por km².

## Geografía
El municipio de South Morgan se encuentra ubicado en las coordenadas 37°29′11″N 93°40′33″O / 37.48639, -93.67583. Según la Oficina del Censo de los Estados Unidos, el municipio tiene una superficie total de 62.21 km², de la cual 62,02 km² corresponden a tierra firme y (0,3 %) 0,19 km² es agua.

## Demografía
Según el censo de 2010, había 402 personas residiendo en el municipio de South Morgan. La densidad de población era de 6,46 hab./km². De los 402 habitantes, el municipio de South Morgan estaba compuesto por el 96,52 % blancos, el 0,5 % eran amerindios, el 0,25 % eran asiáticos y el 2,74 % eran de una mezcla de razas. Del total de la población el 1,24 % eran hispanos o latinos de cualquier raza.